# Erzbistum Portland in Oregon
Das Erzbistum Portland in Oregon (lateinisch Archidioecesis Portlandensis in Oregon, englisch Archdiocese of Portland in Oregon) ist eine in den Vereinigten Staaten gelegene römisch-katholische Erzdiözese mit Sitz in Portland, Oregon.

## Geschichte
Das Erzbistum Portland in Oregon wurde am 1. Dezember 1843 durch Papst Gregor XVI. aus Gebietsabtretungen des Bistums Saint Louis als Apostolisches Vikariat Oregon errichtet. Am 24. Juli 1846 gab das Apostolische Vikariat Oregon Teile seines Territoriums zur Gründung der Bistümer Vancouver Island und Walla Walla ab.
Das Apostolische Vikariat Oregon wurde am 24. Juli 1846 durch Papst Pius IX. zum Bistum erhoben und in Bistum Oregon City umbenannt. Am 29. Juli 1850 wurde das Bistum Oregon City durch Pius IX. zum Erzbistum erhoben. Das Erzbistum Oregon City gab am 3. März 1868 Teile seines Territoriums zur Gründung des Apostolischen Vikariates Idaho und Montana ab. Eine weitere Gebietsabtretung erfolgte am 19. Juni 1903 zur Gründung des Bistums Baker City. Am 26. September 1928 wurde das Erzbistum Oregon City in Erzbistum Portland in Oregon umbenannt.

## Apostolischer Vikar von Oregon
- Francis Xavier Norbert Blanchet, 1843–1846

## Bischof von Oregon City
- Francis Xavier Norbert Blanchet, 1846–1850

## Erzbischöfe von Oregon City
- Francis Xavier Norbert Blanchet, 1850–1880
- Charles-Jean Seghers, 1880–1884, dann Bischof von Vancouver Island
- William Hickley Gross CSsR, 1885–1898
- Alexander Christie, 1899–1925
- Edward Daniel Howard, 1926–1928

## Erzbischöfe von Portland in Oregon
- Edward Daniel Howard, 1928–1966
- Robert Joseph Dwyer, 1966–1974
- Cornelius Michael Power, 1974–1986
- William Joseph Levada, 1986–1995, dann Koadjutorerzbischof von San Francisco
- Francis George OMI, 1996–1997, dann Erzbischof von Chicago
- John George Vlazny, 1997–2013
- Alexander K. Sample, seit 2013